# Betung (Rajabasa)
Betung is een bestuurslaag in het regentschap Lampung Selatan van de provincie Lampung, Indonesië. Betung telt 940 inwoners (volkstelling 2010).